# Puerto del Ahorcado
Puerto del Ahorcado är en ort i Mexiko.   Den ligger i kommunen Peñamiller och delstaten Querétaro Arteaga, i den centrala delen av landet, 200 km norr om huvudstaden Mexico City. Puerto del Ahorcado ligger 1 426 meter över havet och antalet invånare är 105.
Terrängen runt Puerto del Ahorcado är huvudsakligen kuperad. Puerto del Ahorcado ligger nere i en dal. Runt Puerto del Ahorcado är det ganska glesbefolkat, med 26 invånare per kvadratkilometer. Närmaste större samhälle är Villa Emiliano Zapata, 5,5 km sydost om Puerto del Ahorcado. Trakten runt Puerto del Ahorcado består i huvudsak av gräsmarker.